# Complejo de Clitemnestra
El complejo de Clitemnestra se define como la propensión a la infidelidad “vengativa” o “lesiva”, que se da en algunas mujeres, dentro del marco de una relación conyugal.

## Referencia clásica

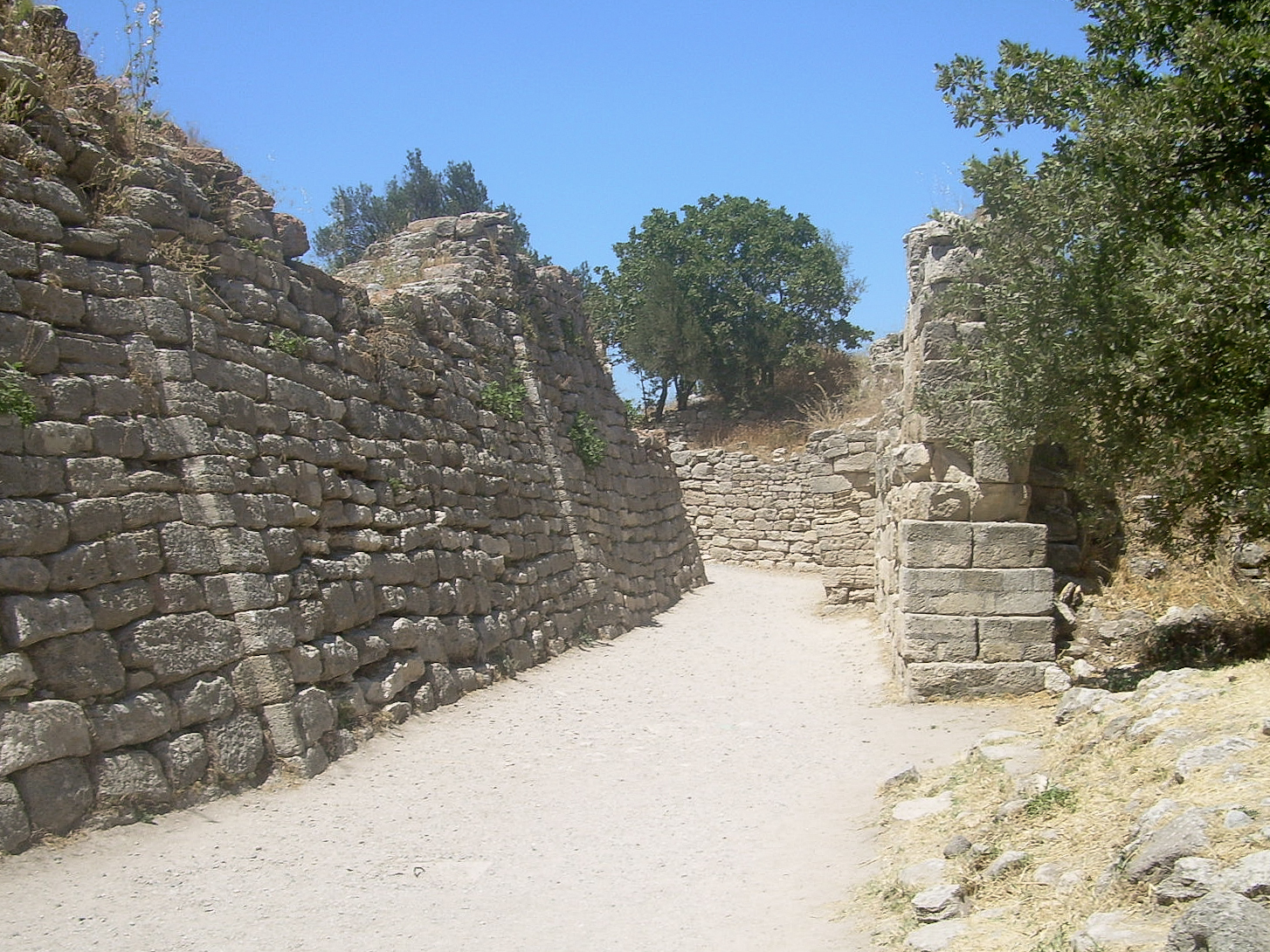
Los muros de la ciudad de Troya.

En la Ilíada, Homero relata la historia de la muerte del rey de Micenas, Agamenón, en manos de Egisto, –el amante ilícito de la reina (su mujer Clitemnestra)–, cuando este vuelve victorioso de la guerra de Troya. Se trata de una muerte causada por el corazón resentido de la mujer del rey, que se llenó de odio al ser sacrificada su hija Ifigenia.

## El complejo de Clitemnestra(Κλυταιμήστρα)
Se trata de una resentida (o vengativa) compulsión de dañar al cónyuge, a base de infidelidades reiteradas, por parte de la mujer, que terminan lesionando, seria o fatalmente, a la víctima engañada. En la mayoría de casos la víctima muere a una edad temprana, afectada por alguna somatización inducida por los reiterados “castigos afectivos” de la adúltera, que se sirve del apoyo de uno o varios “cornudos” para vencer o subyugar al cónyuge.

## Secuencia conductual habitual que se da en el complejo Clitemnestra
1. Seducir al hombre “elegido” (excitando su deseo). Por lo general a un hombre solvente.
2. Hacer el amor con él y establecer un pacto o acuerdo de fidelidad.
3. Una vez el hombre solvente ha desarrollado una dependencia afectiva, la mujer recurre a otro amante para distanciarse emocionalmente de la víctima.
4. Gracias a este infiel ardid, la víctima engañada “cae del trono” al que había sido elevado previamente, y queda herido y subyugado. A partir de ese momento, la persona maltratadora obtiene el control sobre la voluntad de la víctima, básicamente, por una combinación de cuatro o más factores: 
  1. Desapego afectivo,
  2. Capacidad de dañar al otro en cada sesión de sexo ilícito (castigo)
  3. Capacidad de destruir la relación conyugal (amedrentamiento),
  4. Obtención de la complicidad y apoyo exterior de otra persona, denominada, en el caso de ser hombre: el “cornudo” (la complicidad se obtiene “a cambio de sexo”).

El punto 1 hiere a la víctima y los puntos 2, 3 y 4 amedrentan a la víctima dependiente. Todo ello, da un vuelco decidido en el equilibrio de poder dentro de la pareja.

## Timo de Clitemnestra
Es sabido que se han dado casos de mujeres con complejo de Clitemnestra que utilizan la infidelidad para obtener bienes materiales del cónyuge subyugado (o muerto, prematuramente, debido a somatizaciones producidas por las infidelidades reiteradas). Esta actividad de maltrato, -impregnada de fraudulencia malintencionada y amedrentamiento-, es conocida como Timo de Clitemnestra.
Las timadoras de Clitemnestra no solo utilizan la técnica de maltrato, -mediante la infidelidad-, con sus cónyuges oficiales o legales. Muchas de ellas se especializan en obtener bienes materiales de “cualquier hombre” que caiga en sus manos y desarrolle una relación afectiva con ellas. Hacen del Timo de Clitemnestra una manera de enriquecerse y ascender socialmente. Generalmente, las timadoras de Clitemnestra tienen marcados rasgos psicopáticos (psicopatía) o sádicos. En cualquier caso, tienen una personalidad de tipo “acechador” (“Van a la caza”). Son frías y/o crueles (además de muy seductoras). No dudan en denunciar a sus víctimas, cuando estas caen presas de los celos que ellas mismas se encargan de provocar, cuando son “casualmente” descubiertas con algún cornudo circunstancial. 
Las timadoras de Clitemnestra utilizan las pautas o pasos conductuales que se describen en el complejo, -para subyugar, dominar y amedrentar-, pero con el objetivo añadido y premeditado de obtener algún beneficio material.
Inciso: Aunque el complejo de Clitemnestra es un programa interior que forma parte de mujeres que, durante su infancia, fueron maltratadas por su progenitor, también hay varones que utilizan el mismo esquema conductual del “Timo de Clitemnestra” para enriquecerse a costa de mujeres solventes o, también, para explotar a mujeres a las que “prostituyen”.

## Síndrome de infidelidad compulsiva (S.I.C.)
El complejo de Clitemnestra degenera en un Síndrome de Infidelidad Compulsiva (S.I.C.) y/o en adicción sexual, cuando se practica en más de una ocasión. Las mujeres afectadas por dicho síndrome son fóbicas al amor y recurren a la infidelidad para interrumpir los lazos afectivos que se establecen y crecen dentro de la pareja. Habitualmente, la fobia a sentir amor se debe a los malos tratos paternos recibidos por parte de la mujer adúltera durante su infancia y juventud. Se han dado casos de mujeres que de niñas fueron violadas o forzadas sexualmente por sus progenitores. El maltrato es, generalmente, la causa del resentimiento y del miedo o fobia al amor.
Las mujeres y hombres afectados por el S.I.C suelen llevar prácticas consideradas sexualmente promiscuas o, a veces, prácticas sadomasoquistas (o ambas). Su problema reside en la incapacidad o falta de valor para “cortar la relación afectiva oficial” de una manera dialogada, pactada o negociada. Ello las lleva a destruir dicha relación mediante la infidelidad. Obviamente, el resultado puede llegar a ser devastador, sobre todo, para la salud del cónyuge engañado y resto de familiares directos (hijos). 
En algunas ocasiones, cuando el cónyuge descubre las infidelidades de su pareja afectiva, se producen escenas de gran violencia que le arruinan la vida tanto al propio cónyuge engañado, como a la infiel mujer.
El síndrome de la infidelidad compulsiva no se da exclusivamente en individuos de sexo femenino. Hay muchos hombres que también lo padecen (probablemente, incluso más, puesto que se considera natural o sano el instinto acosador en los machos). Sin embargo, también algunos machos presentan rasgos conductuales SIC cuando utilizan, reiteradamente, la infidelidad para timar, explotar sexualmente y enriquecerse. Se puede detectar en algunos proxenetas y “gigolós”, por ejemplo. Las pautas conductuales en los hombres son idénticas a las de las mujeres y, además, presentan un marcado rasgo acosador de tipo sádico o psicopático, sin embargo, la causa de su comportamiento es distinta y no se puede atribuir al maltrato paterno. Podríamos hallar la causa del comportamiento enfermo y fraudulento en los machos, en parte, en el fenómeno del machismo, el desprecio al sexo contrario que se transmite de padres a hijos y, también, en la compensación del complejo de inferioridad que experimentan muchos varones.
Las víctimas de este síndrome, suelen confundir palabras y conceptos, con el fin de pasar desapercibidos o aparecer como víctimas. El S.I.C. es un trastorno que no aparece sólo. Las personas que lo padecen suelen presentar rasgos de otros trastornos como histrionismo, narcisismo, trastorno por dependencia afectiva, etc.

## El complejo de Clitemnestra masculino
Entre algunos hombres se da un comportamiento muy parecido al de las mujeres con complejo de Clitemnestra aunque, debido a la raíz patriarcal de nuestras sociedades occidentales, el maltrato y la infidelidad masculina ha sido, secularmente, mejor tolerada. Sin embargo, los machos que maltratan a sus cónyuges mediante la infidelidad, tienen el mismo corazón resentido que las acomplejadas de Clitemnestra. La única diferencia reside en las causas de ese resentimiento. En las mujeres se debe al maltrato paterno y en los hombres, probablemente, se deba a un trato manipulatorio y preferencial por parte de la madre y, en algunos casos, a la inexistencia de la figura paterna, durante su infancia. Muchos de ellos han sido tratados con mucha permisividad o, incluso, han sido estimulados para que sean “bravucones” o pendencieros (a veces, también, por algún padre con rasgos psicopáticos enmascarados). En cualquier caso, alguno de sus educadores les transmite la idea de que para “triunfar o sobrevivir” hay que pisar a los demás (ya sean hombres o mujeres).
El fenómeno del machismo guarda una gran relación con el complejo de Clitemnestra masculino y la popular figura del marqués de Sade sería un ejemplo distorsionado o exagerado de hombre con dicho complejo.